# Ignazio IV Sarrouf
Ignazio IV, nato Youssef Sarrouf (Damasco, 1742 – 16 novembre 1812), è stato arcieparca di Beirut e settimo patriarca della Chiesa melchita.

## Biografia
Youssef Sarrouf nacque a Damasco nel 1742. Nel 1756 entrò nell'Ordine Basiliano di San Giovanni Battista, chiamato ordine Soarita, nel quale il 15 agosto 1758 emise la sua solenne professione religiosa assumendo il nome di Ignazio. Nel 1764 venne ordinato diacono e nel 1773 sacerdote. L'8 luglio 1778 fu consacrato arcieparca metropolita di Beirut dal patriarca Teodosio V Dahan.
I suoi anni come metropolita di Beirut furono caratterizzati dal tentativo di riformare i due ordini melchiti monastici: l'Ordine Basiliano Salvatoriano ed in particolare l'Ordine Basiliano Soarita, al quale Sarrouf aveva appartenuto e che aveva la casa-madre nella sua diocesi. La disciplina monastica di quest'ordine era infatti col tempo venuta meno ed i monaci, che gestivano numerose parrocchie, si consideravano quasi fuori dalla giurisdizione del vescovo. Sarrouf fece un primo tentativo di riforma nel 1782 imponendo una regola di riforma in dieci punti, che però i monaci rifiutarono. Nei suoi sforzi di disciplinare i monasteri, Sarrouf si inimicò molti vescovi, tutti monaci, tra i quali soprattutto Germanos Adam, arcieparca di Aleppo, che prese la difesa dei monaci, anche se fuori dalla sua giurisdizione. La visita di un legato pontificio nel 1784 quietò gli animi per alcuni anni. La disputa riapparve nel 1790, quando il patriarca Atanasio IV Jawhar parteggiò apertamente per Ignazio Sarrouf contro Germanos Adam sostenitori dei monaci. La morte del patriarca nel 1794 lasciò la questione insoluta.
Nel 1796, vista l'impossibilità di ottenere una riforma disciplinare degli ordini monastici, Ignazio Sarrouf fondò una propria congregazione, l'Ordine di San Simeone Stilita vicino a Baskinta. Questa fondazione fu contestata dal sinodo melchita di Zouk Mikael, celebrato nel 1797, dove Germanos Adam riuscì a portare dalla sua parte il nuovo patriarca Agapio III Matar. Sarrouf accettò per spirito d'obbedienza la risoluzione del sinodo, ma contemporaneamente fece appello a Roma. Nel frattempo altri dissidi allontanarono sempre di più Sarrouf ed il patriarca Agapio III. Nel 1798 il patriarca elevò l'area di Jbeil a diocesi separandola dalla giurisdizione della diocesi di Beirut, e vi nominò un monaco soarita, Clemente Badra; Sarrouf si rifiutò di accordare tale erezione e appellò nuovamente alla Santa Sede. Alla fine Propaganda Fide giunse a queste decisioni: confermò la soppressione dell'Ordine di San Simeone; confermò pure la creazione della diocesi di Jbeil (con la clausola che alla morte di Clemente Badra il territorio sarebbe ritornato a Beirut); ma confermò anche la validità del regolamento disciplinare in dieci punti che Ignazio Sarrouf aveva redatto per la riforma dei monasteri. Tuttavia, le tensioni nella Chiesa melchita non ebbero fine; infatti, nel 1810 Ignazio Sarrouf, assieme ad altri tre vescovi, si mostrò decisamente contrario alla nomina di Maximos Mazloum, allievo di Germanos Adam, a vescovo di Aleppo.
Il 2 febbraio 1812 moriva nel seminario di Ain Traz il patriarca Agapio III. Il sinodo elettivo si riunì nel monastero soarita di San Giorgio (Deir-Chir), nel villaggio di Makkin presso Beirut. Due furono i candidati in competizione: il giovane Maximos Mazloum, sostenuto dalla maggior parte della Chiesa melchita, e Ignazio Sarrouf, ormai settantenne, appoggiato dai missionari latini e da Aloisio Gandolfi, delegato apostolico della Siria. Fu raggiunto un compromesso: Mazloum rimase superiore del seminario di Ain Traz, mentre Sarrouf fu eletto nuovo patriarca il 21 febbraio 1812. Ignazio Sarrouf fu confermato immediatamente dalla Santa Sede, ma il decreto di conferma arrivò dopo la sua morte.
Il nuovo patriarca non ebbe molto tempo per esercitare la sua autorità. Stabilì la residenza patriarcale nel monastero di San Simeone (Mar Semaan), dove aveva fondato il suo ordine poi soppresso; riuscì a visitare le comunità di Zahleh e di Baalbek. Fu assassinato il 16 novembre 1812, per mano di un certo Elias Hamed el Maalouf, mentre si recava nel convento dell'Assunta delle religiose basiliane soarite. I funerali si svolsero nel monastero di San Simeone, dove venne inumato.

## Genealogia episcopale
La genealogia episcopale è:
- Vescovo Filoteo di Homs
- Patriarca Eutimio III di Chios
- Patriarca Macario III Zaim
- Vescovo Leonzio di Saidnaia
- Patriarca Atanasio III Dabbas
- Vescovo Néophytos Nasri
- Patriarca Cirillo VI Tanas
- Patriarca Teodosio V Dahan, B.C.
- Patriarca Ignazio IV Sarrouf, B.C.